# Stazione di Watanabebashi
La stazione di Watanabebashi (渡辺橋駅?, Watanabebashi-eki) è una stazione ferroviaria delle Ferrovie Keihan situata nel quartiere di Kita-ku di Osaka, in Giappone. La stazione è servita dalla linea Keihan Nakanoshima ed è dotata di 2 binari passanti sotterranei. La stazione è direttamente connessa con quella di Higobashi della linea Yotsubashi della metropolitana di Osaka.

## Linee e servizi

### Treni
Ferrovie Keihan
● Linea Keihan Nakanoshima

## Struttura
La stazione è costituita da un marciapiede a isola centrale servente due binari passanti al terzo piano sotterraneo. Il mezzanino di accesso con i tornelli si trova al secondo piano sotterraneo, mentre sopra di esso si trova il centro commerciale "MINAMO". 
| 1 | ● Linea Keihan Nakanoshima | per Kyōbashi, Hirakatashi, Chūshojima, Sanjō e Demachiyanagi (ora di punta) |
| 2 | ● Linea Keihan Nakanoshima | per Nakanoshima                                                             |

## Stazioni adiacenti
| «                        | Servizio                 | »                        |
| Linea Keihan Nakanoshima | Linea Keihan Nakanoshima | Linea Keihan Nakanoshima |
| ------------------------ | ------------------------ | ------------------------ |
| Nakanoshima              | Tutti i treni            | Ōebashi                  |